# Marvin Höner
Marvin Höner (* 4. Mai 1994 in Bielefeld) ist ein deutscher Fußballspieler.

## Werdegang
Der Stürmer Marvin Höner begann seine sportliche Karriere beim VfL Theesen und wechselte später zu Arminia Bielefeld. In der Saison 2010/11 war er mit 23 Toren in 16 Spielen hinter dem Dortmunder Marvin Ducksch zweitbester Torschütze der U-17-Bundesliga. Während der Saison 2011/12 debütierte Höner in Arminias Zweiter Mannschaft, die seinerzeit in der NRW-Liga spielte. Ein Jahr später erzielte er für die A-Jugend der Bielefelder in zwölf Spielen zehn Tore.
Im Sommer 2013 wechselte Höner zu Ajax Amsterdam. Am 5. August 2013 absolvierte er sein Profidebüt für Ajax’ Reservemannschaft Jong Ajax beim Zweitligaspiel gegen den SC Telstar. Vor der Saison 2015/16 schloss er sich dem Regionalligisten SV Rödinghausen an. Nach der Saison 2016/17 verließ er den Verein wieder und kehrte zum VfL Theesen zurück.
Auf internationaler Ebene wurde er bei zwei Spielen in der deutschen U-19-Nationalmannschaft eingesetzt.